# 15806 Kohei
15806 Kohei eller 1994 GN1 är en asteroid i huvudbältet som upptäcktes den 15 april 1994 av de båda japanska astronomerna Kazuro Watanabe och Kin Endate vid Kitami-observatoriet. Den är uppkallad efter amatörastronomen Kohei Mori.
Asteroiden har en diameter på ungefär 10 kilometer.